# Georg-Kalb-Straße 7 (Großhesselohe)

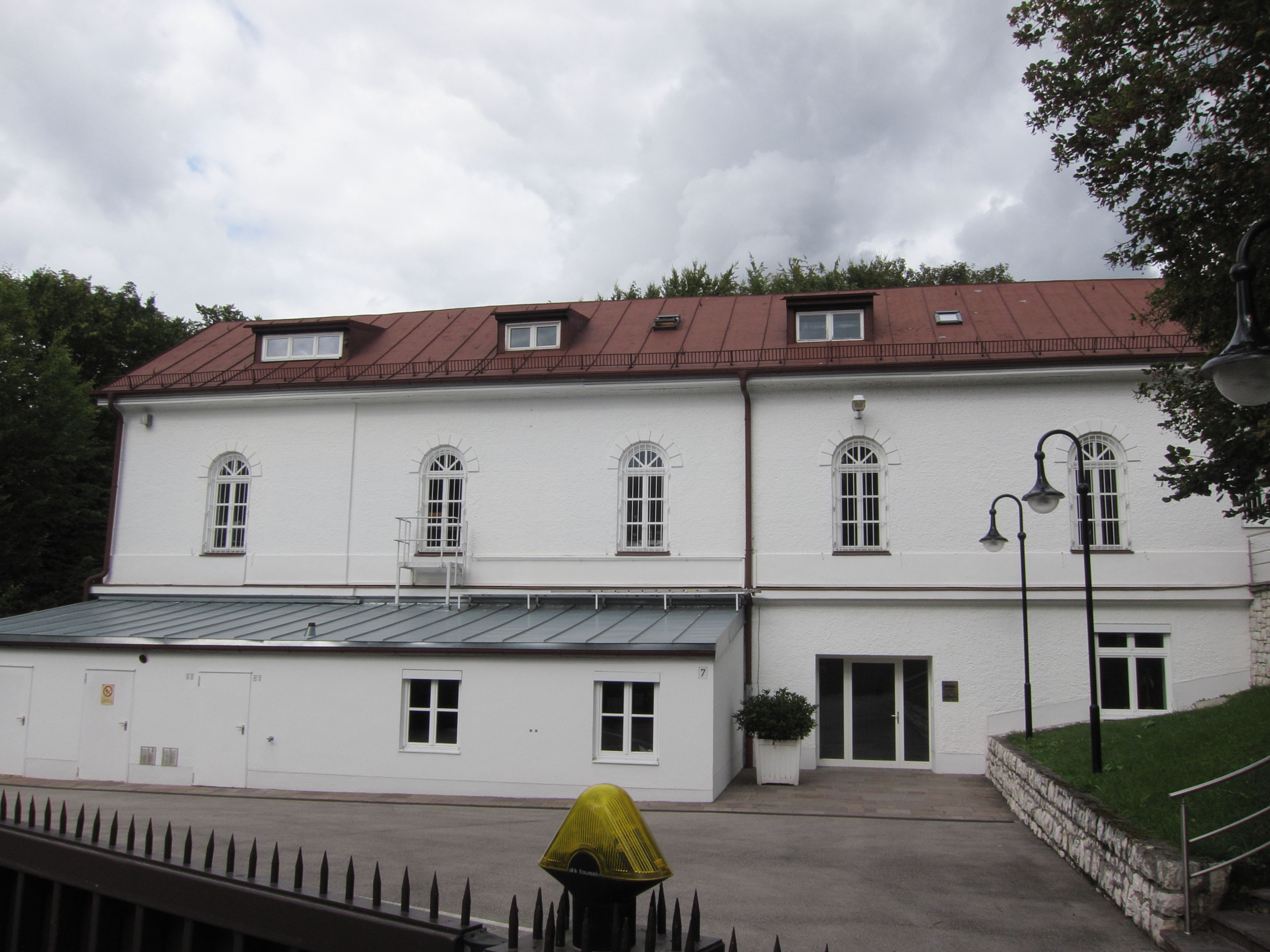
Georg-Kalb-Straße 7 in Großhesselohe

Das Haus Georg-Kalb-Straße 7 war ein Nebengebäude einer Brauerei in Großhesselohe, einem Ortsteil der oberbayerischen Gemeinde Pullach im Isartal im Landkreis München. Das Bauwerk ist als Baudenkmal in die Bayerische Denkmalliste eingetragen.

## Beschreibung
Das Gebäude liegt am Isarhochufer nördlich der Waldwirtschaft Großhesselohe und der Dreifaltigkeitskapelle. Es entstand 1820, als Jean-Baptiste Drouet d’Erlon, der damalige Besitzer der Schwaige Hesselohe, auf deren Gelände eine Brauerei errichten ließ. Das zweigeschossige Gebäude ist etwa 30 Meter lang und 10 Meter breit und trägt ein Satteldach. Das Obergeschoss hat große Rundbogenfenster.